# Ананьич, Борис Васильевич
Бори́с Васи́льевич Ана́ньич (4 марта 1931, Ленинград — 20 июля 2015, Санкт-Петербург) — советский и российский историк, специалист в области экономической и политической истории Российской империи и истории международных отношений. Доктор исторических наук, профессор. Действительный член Российской академии наук (1994, член-корреспондент АН СССР с 15 декабря 1990 года), главный научный сотрудник Санкт-Петербургского института истории РАН, профессор СПбГУ.

## Биография
Отец — контр-адмирал Василий Емельянович Ананьич, выходец из крестьян. Мать — Анна Никитична.
Окончил исторический факультет Ленинградского государственного университета (1953) и аспирантуру ЛГПИ им. А. И. Герцена (1956). Кандидат исторических наук (1961; диссертация «Англия и Россия в Персии накануне англо-русского соглашения 1907 г.»). Доктор исторических наук (1970; в качестве докторской диссертации представлена книга «Россия и международный капитал 1897—1914 гг.: очерки истории финансовых отношений»).
Ученик профессора Б. А. Романова. В 1953—1956 годах работал младшим научным сотрудником Музея Революции. С 1956 года — в Ленинградском отделении Института истории АН СССР (ныне — Санкт-Петербургский институт истории РАН): младший научный сотрудник, старший научный сотрудник, ведущий научный сотрудник, с 1991 года — главный научный сотрудник. По совместительству — профессор исторического факультета Ленинградского (ныне — Санкт-Петербургского) университета, профессор факультета истории ЕУСПб (1996—2002).
С 2000 года — ответственный редактор журнала ОИФН РАН «Исторические записки». Обладатель гранта Президента РФ на поддержку ведущей научной школы. В 2000 году постановлением Президиума РАН Б. В. Ананьичу и Р. Ш. Ганелину присуждена премия имени В. О. Ключевского за монографию «С. Ю. Витте и его время».
Был женат на Нине Ивановне Ананьич (12 февраля 1930 - 12 августа 2024).
Похороны прошли 25 июля 2015 года на Смоленском кладбище в Санкт-Петербурге.

## Научная деятельность
Б. В. Ананьич одним из первых обратился к изучению истории частного предпринимательства в России и опубликовал по этой теме книгу «Банкирские дома в России. 1860—1914 гг.», которая вышла вторым изданием в 2006 году. Участвовал в ряде международных проектов по истории банковских и экономических отношений, с 2005 года был научным руководителем проекта «Кредит и банки в России до начала XX в.: Санкт-Петербург и Москва». Соавтор и редактор капитального труда «Власть и реформы. От самодержавной к советской России» (СПб., 1996), основанного на солидной документальной базе.
При его участии был издан первый том воспоминаний С. Ю. Витте (1960), велось издание многотомной публикации «Академическое дело 1928—1933. Материалы и документы», а также опубликован «Дневник» министра народного просвещения И. И. Толстого (1998). Соруководитель международного проекта по выпуску академического издания мемуаров С. Ю. Витте (вышло из печати в 2003 году) — в рамках этого проекта рукописная и стенографическая части воспоминаний публикуются отдельно, независимо от повторения некоторых сюжетов. Исследователь в результате получает возможность сравнения различных вариантов изложения мемуаристом одних и тех же событий.
Среди учеников Б. В. Ананьича известные российские историки: В. В. Лапин, С. К. Лебедев, П. В. Лизунов, А. В. Лихоманов, В. В. Морозан, Б. Б. Пак, А. В. Ремнёв, Ю. В. Тот, М. Ф. Флоринский, М. М. Шумилов и др., профессора и преподаватели российских, американских, японских, корейских университетов, учебных заведений других стран, коллеги по Санкт-Петербургскому институту истории РАН.

## Основные работы
Автор более 300 научных публикаций.
Книги и разделы в коллективных монографиях
- Россия и международный капитал (1897—1914): очерки истории финансовых отношений. Л., 1970;
- Российское самодержавие и вывоз капиталов. 1895—1914. (По материалам Учётно-ссудного банка Персии). Л., 1975;
- «Россия перед революцией (1895—1904)» // Кризис самодержавия в России (1895—1917). Л., 1984;
- Банкирские дома в России (1860—1914): очерки истории частного предпринимательства. Л., 1991. (2-е изд. — М., 2006);
- С. Ю. Витте — мемуарист. СПб., 1994. (в соавт. с Р. Ш. Ганелиным);
- «Новый курс: народное самодержавие Александра III и Николая II» // Власть и реформы: от самодержавной к советской России. СПб., 1996 (2-е изд. 2006);
- С. Ю. Витте и его время. СПб., 1999 (в соавт. с Р. Ш. Ганелиным);
- Главный банк России: от Государственного банка Российской империи к Центральному банку Российской Федерации (1860—2000). М., 2000 (в соавт. с С. В. Калмыковым и Ю. А. Петровым).
- «Институт придворных банков», «Биржа в первой половине XIX в. Штиглиц и К°»; «Государственный банк», «Правовое положение банкирских заведений», «Коммерческий кредит. Акционерные банки»; «В годы кризиса и депрессии», «Банкирские дома», «Петербургские банка в финансовой системе России» // Петербург: история банков. СПб., 2001;
- Кредит и банки в России до начала XX в.: Санкт-Петербург и Москва. СПб., 2005 (совм. с М. И. Арефьевой, С. Г. Беляевым, А. В. Бугровым, М. М. Дадыкиной, О. В. Драган, З. В. Дмитриевой, С. К. Лебедевым, П. В. Лизуновым, В. В. Морозаном, Ю. А. Петровым, С. А. Саломатиной);
- И. И. Толстой и петербургское общество накануне революции. СПб., 2007;
- Первая мировая война и конец Российской империи. Т. I: Февральская революция. СПб., 2013 (руководитель проекта).

Документальные публикации
- Витте С. Ю. Избранные воспоминания, 1849—1911 гг. М., 1991 (совм. с Р. Ш. Ганелиным и др.);
- «Академическое дело» 1929—1931 гг.: документы и материалы следственного дела, сфабрикованного ОГПУ. Вып. 1—2. СПб., 1993—1998
  - Дело по обвинению академика С. Ф. Платонова. СПб., 1993 (совм. с М. П. Лепихиным, В. М. Панеяхом и А. Н. Цамутали);
  - Дело по обвинению академика Е. В. Тарле. Ч. 1: СПб., 1998 (совм. с В. М. Панеяхом, А. Н. Цамутали);
- Николай II: Воспоминания. Дневники. СПб., 1994. (совм. с Р. Ш. Ганелиным; в сер. «Государственные деятели России глазами современников»);
- Штакельберг Н. С. Кружок молодых историков и «Академическое дело» // In memoriam: Ист. сб. памяти Ф. Ф. Перченка. (М., СПб., 1995): предисл., публ.;
- Толстой И. И. Дневник. 1906—1916. СПб., 1997 (2-е изд. 2010, тт. 1-2);
- На изломе эпох: вклад С. Ю. Витте в развитие российской государственности. Исследования и публикации. СПб., 2012—2013 (тт. 1—2; совм. с Р. Ш. Ганелиным, С. В. Куликовым, С. К. Лебедевым, И. В. Лукояновым и др.)
  - Лемке М. К. Святая Дружина Александра III (Тайное общество борьбы с крамолой). 1881—1882 гг. По неизданным документам. СПб., 2012;
  - С. Ю. Витте и его современники: сборник документов. СПб., 2013.